# Jean-François Millet
Jean-François Millet (født 4. oktober 1814 i Gruchy (Manche), død 20. januar 1875 i Barbizon) var en fransk maler og raderer.
Millet var bondesøn og uddannet som landmand, studerede i Cherbourg under Lucien-Théophile Langlois elev af Antoine-Jean Gros, kom 1837 til Paris og malede her, uden kunstnerisk tilfredsstillelse og uden at kunne gøre sig gældende, under Hippolyte Delaroche. Ubemidlet kæmpede han sig i begyndelsen slidsomt og trangt igennem, ved at male billeder i Antoine Watteaus eller François Bouchers manér; hans teknik var vaklende, i Nymfe og Satyr var han påvirket af Tassaert (måske Octave Tassaert) og Díaz (måske Narcisse Virgilio Díaz), Ødip, 1847, var en hel lille farveorgie. Med Kornrenseren, "le vanneur", købt af staten, der udstilledes på Salonen 1848, kom omslaget. Fra nu af blev han det landlige arbejdslivs hensynsløst ærlige skildrer. I Paris havde han sluttet venskab med den nyere franske landskabskunsts bedste mænd: Jean-Baptiste Camille Corot, Théodore Rousseau og andre fra Barbizon-skolen, 1849 flyttede han, ved dyrmaleren Charles Jacques tilskyndelse, til det da endnu uberørte Barbizon ved Fontainebleauskoven for hele livet.
Selv bondefødt, levende i beskedne landlige kår til tider i fattigdom under forsorgen af sin store familie og så temmelig ubemærket og upåskønnet af den store mængde gik han helt op i sit værk: at skildre medfølende og dog på sin vis beundrende landarbejderen i hans fulde optagethed af dagens tunge slid og ham selv som et stykke natur af den egn, han var jordbunden til, og som Millet gengav i store enkle træk og med uddybende, melankolsk naturopfattelse. I modsætning til den i kunsten rådende romantisk-idylliske fremstilling af landlivet som solskin, smil og søndagsstemning, fremdrog han arbejdslivet i ansigtets sved, eksistenskampen, som den mærkede og ofte forgrimmede sine ofre; men med sin respekt for dette menneskelige "arbejdsdyrs" kald højnede han skikkelserne tid storlinede, underlig gribende typer, en slags naturlivs ubevidste arbejdsheroer, der smeltede sammen med naturen i dens store stilhed. For denne mægtige helhedsopfattelse måtte alle enkeltheder vige, detailformerne udelades eller sløres, og lokalfarverne neddysses i Millets billeder, hvor aftenstemningens gråliggrønne og dumpe toner er de rådende. 1850 var Sædemanden, motivet kopieredes i 1889 af Vincent van Gogh, på Salonen; så kom blandt meget andet Podemanden, 1855, Hyrden, Akssankersker, 1857, Louvre, Angelus, 1859, Louvre, det gribende, for Millets opfattelse så betegnende Døden og Brændehuggeren, refuseret på Salonen 1859; nu i Ny Carlsbergs Glyptotek i København, Manden med Hakken, hvis skærende natursandhed man på Salonen 1863 fandt modbydelig rå, medens Hyrdinden fører Hjorden hjem, 1863, Louvre, straks gjorde lykke; endvidere Mejerne, Faareklipperne, Kirken i Greville, 1872, Louvre, etc. 1874 fik han af Staten bestilling på et S. Géniéve-Billede til Pantheon; han nåede kun at få nogle skitser færdige. Efter Millets død kom berømmelsen, næsten over al måde. Svimlende priser betaltes og betales for hans arbejder: for Angelus havde Millet fået den, efter hans billeders gængse prisniveau, ret anselige sum: 2500 frc, det gik nu for 160000 frc, kom til Amerika, købtes tilbage til Frankrig, pris ca. 500000 frc. Arbejder af Millet findes i Louvre i Paris, museum i Marseille, Moder, 1867, i Bourg Vogterske, Museum Mesdag, Victoria and Albert Museum og så fremdeles. Millet har udført udmærkede tegninger og smukke raderinger efter sine værker, enkelte træsnit. 1892 afsløredes et mindesmærke for ham ved Chapu i Cherbourg. På den franske Kunstudstilling i København 1914 sås nogle store paneler med årstiderne, Badende Pige samt en del gode tegninger, på udstillingen sammesteds 1918 Millets maleri af hans hus i Barbizon.

## Inspiration for andre
Millet var en vigtig inspirationskilde for Vincent van Gogh, især i hans tidlige periode. Millet og hans arbejder er nævnt mange gange i Vincents breve til sin bror Theo. Vincent van Gogh har brugt 21 af Millets værker som direkte inspiration. Millet senere landskaber tjente som indflydelsesrige referencepunkter til Claude Monets malerier af Normandiets kyst. Hans strukturelle og symbolske indhold påvirkede desuden Georges Seurat.

## Galleri
- Portrait de la veuve Roumy, 1842
- Millets og van Goghs version af Sædemanden
- Angelus, 1857–1859
- Portræt af Armand Ono, ca. 1843
- Brødbageren, 1854
- Portræt af Pauline Ono, 1843-44
- ca. 1863
- Manden med hakkeren, ca. 1860-1862
- La Charité, 1859
- Le rocher du Castel Vendon, 1848